# 中国绿化基金会
中国绿化基金会（英語：China Green Fundation，縮寫：CGF），是筹集民间绿化资金的重要组织。于1985年9月27日宣告成立，2002年获得联合国经济及社会理事会特别咨商地位。业务主管单位是国家林业局。

## 历史
2018年10月23日，全国绿化委员会办公室、中国绿化基金会与浙江蚂蚁小微金融服务集团股份有限公司在北京签署“互联网+全民义务植树”协议，将蚂蚁森林纳入全国义务植树尽责体系。

## 办事机构
主席
- 雍文涛（第一、二届理事会）
- 陈慕华（第三届理事会）
- 王丙乾（第四届理事会）
- 王志宝（第五、六届理事会）
- 陈述贤（第七届理事会）

秘书长
- 汪  滨（第一、二届理事会）
- 刘  琨（第三届理事会）
- 蔡延松（第四届理事会）
- 关松林（第五届理事会）
- 卓榕生（第六届理事会）
- 陈  蓬（第七届理事会）